# Nova Crixás
Nova Crixás este un oraș în Goiás (GO), Brazilia.